# Colloredo di Monte Albano
Colloredo di Monte Albano (friuli nyelven Colorêt di Montalban) település Olaszországban, Friuli-Venezia Giulia régióban, Udine megyében. Lakosainak száma 2175 fő (2023. január 1.). Colloredo di Monte Albano Buja, Cassacco, Fagagna, Majano, Moruzzo, Pagnacco, Rive d’Arcano, Treppo Grande és Tricesimo községekkel határos.

## Népesség
A település népességének változása:
| Lakosok száma | 2224 | 2187 | 2175 |
|               | 2017 | 2018 | 2023 |